# Lijst van spelers van Club Deportivo Universidad Católica del Ecuador
Deze lijst omvat voetballers die bij de Ecuadoraanse voetbalclub Club Deportivo Universidad Católica del Ecuador spelen of gespeeld hebben. De namen zijn alfabetisch gerangschikt.

## A
- Juan Aguinaga
- Jesús Alcivar
- Ridder Alcívar
- Jose Alvarado
- Pablo Amaya
- José Andrade
- Javier Angulo
- Antonio Arias
- Juan Arias
- Wilson Armas
- Felipe Arroyo
- Jonathan Artura
- Diego Ayala
- Marlon Ayoví

## B
- Oscar Bagüí
- Jaime Baldeon
- Diego Benítez
- Diego Betancourt
- Arley Betancourth
- Alex Bolaños
- Elvis Bone
- Pablo Bonvín
- Jaime Borja
- Cristian Bottero
- Miguel Bravo
- Juan Carlos Burbano
- Robert Burbano

## C
- Mauricio Cabezas
- Edwin Caicedo
- Javier Caicedo
- Luis Caicedo
- Mirlon Caicedo
- Henry Cangá
- Jhon Cangá
- Byron Cano
- Héctor Carabalí
- Jonathan Carabalí
- Fredy Carcelen
- Fausto Carrera
- Maximiliano Castano
- Rómulo Castro
- Sergio Cedeño
- Luis Celi
- Alexis Chalá
- Bernardo Chalá
- Javier Chila
- Juan Colamarco
- Diego Córdova
- Facundo Corozo
- Yonnis Corozo
- José Luis Cortéz
- Jonathan de la Cruz
- Paulo de la Cruz
- Cristhian Cuero
- Jorge Cuesta

## D
- Carlos Delgado
- Jimmy Delgado

## E
- Claudio Elías
- Carlos Enriquez
- Luis Espínola
- Alejandro Espinosa
- Juan Esterilla
- Victor Estupiñán

## F
- Diego Figueroa

## G
- Hernán Galíndez
- Juan Carlos Garay
- Carlos Garcia
- Íder García
- Daniel Garrido
- Jesi Godoy
- Juan Godoy
- Wilmer Godoy
- Armando Gómez
- Cristian Gómez
- Héctor González
- Matías González
- Claudio Guerra
- Omar Guerra
- Hugo Guerron
- Leopoldo Gutierrez

## H
- Cristian Hermosilla
- Jacinto Hernandez
- Ángel Hinostroza

## I
- Miguel Ibarra
- Romario Ibarra
- Walter Iza

## J
- Rolando Jácome
- Víctor Jácome
- Lenin de Jesús

## K
- Horlen Klinger

## L
- John Landeta
- Federico Laurito
- Leandro Lemos
- Henry León
- Fernando López
- Danny Luna

## M
- Luis Mantilla
- Pietro Marsetti
- Emilio Martínez
- Facundo Martinez
- Washington Méndez
- Francisco Mendoza
- Jorge Mendoza
- Peter Mercado
- Cristian Minda
- Cristhian Mora
- José Mora
- Santiago Morales
- César Morante
- Sebastián Morquio
- Marco Mosquera
- Carlos Moyano

## N
- Geovanny Nazareno
- Manuel Neira
- Raúl Noriega
- Luis Núñez

## O
- Pablo Ochoa
- Danis Ocles
- Yeison Ordoñez
- Carlos Ortíz

## P
- Guillermo Palacios
- Pablo Palacios
- Emerson Panigutti
- Martín Paradiso
- Diego Parra
- Elvis Patta
- Henry Patta
- Emerson Perea
- Gene Pico
- Jefferson Pinto
- Daniel Porozo
- Carlos Preciado
- Luis Pretti

## Q
- Carlos Quillupangui
- Carlos Quiñónez
- Estuardo Quiñónez
- Genard Quiñónez
- Henry Quiñónez
- Marco Quiñónez
- Orlando Quiñónez

## R
- Leiner Ramos
- Clever Reasco
- Gabriel Rengifo
- Roberto Riofrío
- Martin Rios
- Albeiro Rodríguez
- Fernando Rodríguez
- Reinaldo Román
- Juan Romero
- Vilson Rosero

## S
- Daniel Samaniego
- Robinson Sánchez
- Fabricio Sánchez
- José Santana
- Miguel Segura
- Leonardo Soledispa
- Steven Soto
- Iván Suárez

## T
- Cristian Tasiguano
- José Tenorio
- César Torres
- Juan Triviño

## V
- Danny Vaca
- Victor Valarezo
- Eder Valencia
- Luis Alexander Valencia
- Modesto Valencia
- Yery Valencia
- Víctor Valle
- Carlos Veglio
- Giovanny Velásquez
- Hugo Vélez
- Waldier Verdugo
- Jefferson Villacis
- Richard Villegas

## W
- Carlos Wila

## Z
- Walter Zea